# Karakas Géza
Karakas Géza (Budapest, 1959. december 13. – Milánó, 2022. április 18.) magyar zenész, dalszövegíró, gitáros, énekes.

## Életpályája
Pesterzsébeten a Bagi Ilona Finommechanikai és Műszerészipari Szakközépiskolában érettségizett. 1979-1980-ban a Huragan együttesben, majd a Carát együttesben is már együtt zenélt Pacsó Pállal. 1982-ben megkeresték Vincze Viktóriát és hárman megalapították a Viki és a Flört együttest, amelyhez később Viki testvére Vincze Tamás is csatlakozott. 1985-ben jelent meg az együttes nagylemeze, amelynek dalszövegeit Karakas Géza írta.
1986-ban elhagyta a zenekart, a helyére érkező két zenésszel Závodi Gáborral és Siklós Györggyel kialakult a klasszikus felállása a csapatnak. 2022 áprilisában egy milánói szállodában hunyt el.